# Marco Aurelio Severino
Marco Aurelio Severino (ur. 2 listopada 1580 r. w Tarsii, zm. 12 lipca 1656 r. w Neapolu) – włoski lekarz i anatom.

## Życiorys
Urodził się 2 listopada 1580 r. w Tarsii. Jego ojcem był szanowany i wpływowy prawnik Giovanni Jacopo Severino, który zmarł, gdy Marco Aurelio Severino miał 7 lat. Opiekę nad nim przejął wówczas wuj, także prawnik, który kierował jego edukacją. 
Początkowo kształcił się w Kalabrii, a potem w kolegium jezuickim w Neapolu. Rozpoczął studia prawnicze na uniwersytecie w Neapolu, ale po pewnym czasie zmienił kierunek i podjął tamże edukację w zakresie medycyny. W Neapolu poznał Tommaso Campanellę, który zapoznał go z naukami Bernardino Telesio, które stały się podstawą jego antyarystotelejskich poglądów. 
W 1606 r. uzyskał doktorat w Salerno. Po ukończeniu edukacji powrócił do Tarsii, gdzie prowadził praktykę lekarską. W 1609 r. ponownie pojawił się w Neapolu, by kontynuować studia w zakresie chirurgii, a od 1610 do 1615 r. uczył prywatnie anatomii i chirurgii. W 1615 r. objął posadę profesora anatomii i chirurgii, nie rezygnując z prywatnej praktyki. 
Zajmował się w głównie badaniami w zakresie fizjologii, filozofii naturalnej i mikroskopii, ale sławę zyskał jako chirurg i patolog. Jego Zootomia democritaea jest uznawana za pierwszą pracę z zakresu anatomii porównawczej. Pomimo początkowego sporu z Williamem Harveyem, ostatecznie został jego entuzjastycznym zwolennikiem. Był jednym z pierwszych badaczy pracujących z użyciem mikroskopu, preparując w sposób opisany przez Marcello Malpighiego. Był także jednym z pionierów patologii chirurgicznej, a jego De Recondita Abscessuum Natura (1632) było jedną z pierwszych publikacji, w których zawarto ilustracje obrazujące anatomię patologiczną. Severino opisywał m.in. łagodne i złośliwe guzy piersi i inne nowotwory oraz ziarniniaki. Korespondował z Williamem Harveyem, Thomasem Bartholinem, Johannem Veslingiem i Tommaso Campanellą. Był bardziej znany w północnej Europie niż w Italii.
Pośmiertnie opublikowano dwie jego prace na temat fizjologii: Antiperipatias i Phoca illustratus.
Zmarł 12 lipca 1656 r. w Neapolu.